# Abroteia
Abroteia, monotipski rod crvenih alga iz porodice Delesseriaceae, dio je tribusa Neuroglosseae. Jedina vrsta je morska alga A. suborbicularis u vodama Novog Zelanda.
Prvi puta opisana je 1855. pod imenom Nitophyllum suborbiculare Harvey.

## Sinonimi
- Nitophyllum suborbiculare Harvey, bazionim
- Abroteia orbicularis J.Agardh 1876
- Myriogramme oviformis Kylin 1929
- Myriogramme parvula Levring 1949